# Fulakora gracilis

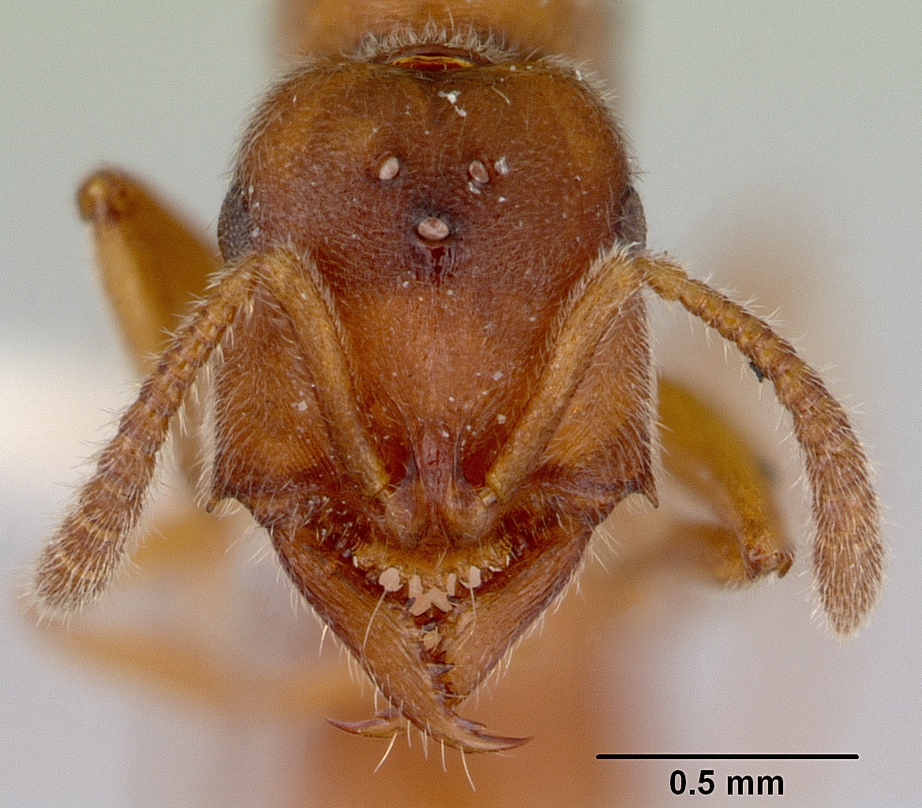
Голова самки

Fulakora gracilis (лат.) — вид примитивных муравьёв рода Fulakora из подсемейства Amblyoponinae (Formicidae), ранее включавшийся в состав родов Amblyopone и Stigmatomma. Эндемик Австралии.

## Распространение
Австралия. Типовое местонахождение: Beech Forest (национальный парк Грейт-Отуэй, штат Виктория) в местах произрастания нотофагуса Каннингема.

## Описание
Мелкие земляные муравьи (длина тела от 3,5 до 4,5 мм) с длинными узкими мандибулами и хорошо развитым жалом. Мезосома уже головы. Ноги короткие. Передний край клипеуса зубцевидный; петиоль очень широко прикреплён к 3-му абдоминальному сегменту и без отчётливой задней поверхности; постпетиоль отсутствует.
Конечности и голова густо сетчато-пунктированные, в других местах мелкопунктированные; эпинотум сзади очень мелко поперечно полосатый. Жвалы продольно полосатые. Волоски жёлтые, короткие и прямые, редкие по всему телу, кроме вершинных сегментов брюшка. Опушение жёлтое, короткое и прижатое, обильное на всем протяжении. Голова на одну шестую часть длиннее ширины, шире спереди, чем сзади, бока прямые, затылочный край слабо вогнут, углы сильно закруглены, передние углы боков выдаются в виде сильных зубовидных выступов. Мандибулы длинные, узкие, резко заострённые, наружный край прямой, внутренний край выпуклый, снабжены семью крупными зубцами, первые два простые, остальные раздвоенные латерально. Наличник сильно выпуклый спереди; снабжён восемью крупными острыми зубцами, центральная пара соединена в основании. Лобные кили короткие и прямые, усечённые и расходящиеся кзади, слегка нависают над усиковыми вставками спереди.
Скапус усика достигает задней трети головы, почти равномерно утолщены к вершине; первый членик жгутика почти такой же длины, как три последующих вместе, остальные равны вершине, которая такая же длинная, как четыре предыдущих вместе. Глаза маленькие, состоят примерно из семи фасеток, расположены в задней трети головы. Передний оцеллий очень мелкий, расположен в глубокой ямке, задние представлены мелкими точками. Грудь вдвое длиннее ширины. Переднеспинка в ширину столько же, сколько в длину, сильно выпуклая по бокам и спереди, слабо выпуклая сверху. Мезонотум почти вдвое шире длины. Эпинотум длиннее ширины; эпинотальный выступ плоский, верхняя граница закруглена в дорсум. В профиль вершина груди прямая, промезонотальный шов глубоко вдавлен. Петиоль в длину и ширину, бока и передний край сильно выпуклые, в профиль длиннее высоты, передняя поверхность и дорсум образуют прямой угол, угол закруглён. Длинный широкий полупрозрачный выступ впереди внизу, такой же высоты, как и длина, с небольшой круглой перфорацией немного впереди середины. Ноги длинные и стройные.
Гнёзда расположены в земле и под гнилыми брёвнами в буковых лесах из нотофагусов. В каждом гнезде было найдено несколько самок, все они были бескрылыми.

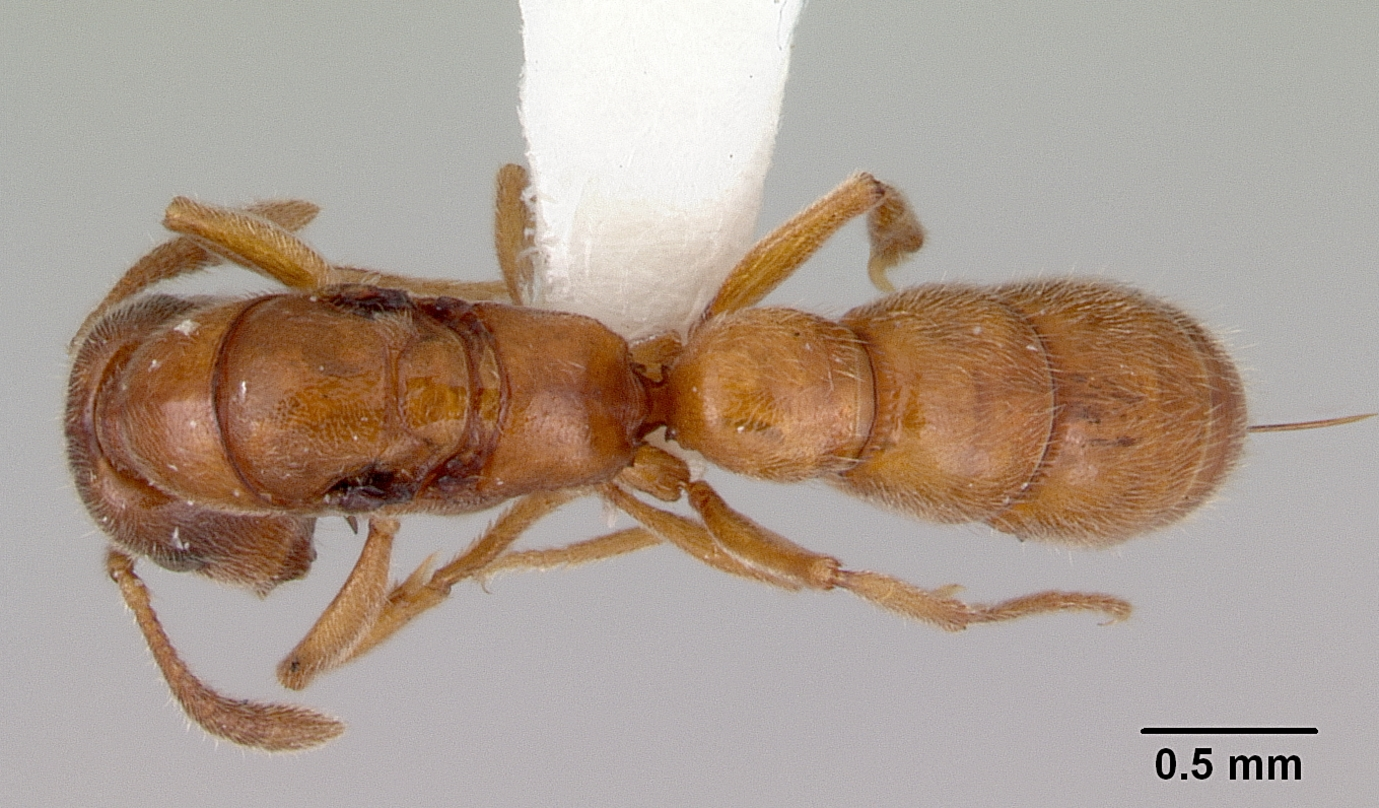
Самка сверху

## Систематика
Вид был впервые описан в 1934 году австралийским мирмекологом Джоном Кларком (John S. Clark, 1885—1956, Национальный музей Мельбурна) под названием Amblyopone (Fulakora) gracilis Clark, 1934. С 2012 года вид включали в состав рода Stigmatomma (подсемейство Понерины). В 2016 году Fulakora был восстановлен из синонимии с Stigmatomma и вид получил современное название.